# ジョビー・マルセロ
エドワード・ジョビー・マルセロ・ジュニア（Edward Jovy Marcelo Jr. 1965年4月20日-1992年5月15日）は、フィリピンケソン出身のレーシングドライバー。1991年のトヨタ・アトランティック・シリーズチャンピオン。

## プロフィール
ドラッグ・カー、モトクロスレース等をしていた父を持つ。11歳の際、初めてゴーカートでレースに参加、キャリアをスタートさせる。アメリカの大学で勉学にも励んだ後、父の資金援助を受け、イギリスのジュニア・フォーミュラーに参戦する。

### トヨタ・アトランティック・シリーズ
1990年より、アメリカに舞い戻りトヨタ・アトランティック・シリーズに参戦。参戦初年度より、マーク・ディスモア（en:Mark Dismore）に次ぐランキング2位に食い込み、ルーキー・オブ・ザ・イヤーを獲得。
更に2年目の1991年には2勝を挙げ、ジミー・バッサー（en:Jimmy Vasser）を4ポイント差で下し、チャンピオンを獲得した。FIA公認の選手権において、フィリピン人がチャンピオンを獲得したのは初めてのことだった。

### インディ
1992年は、CARTに参戦。5月の時点で最高位14位と、さしたる成績は残せていなかったが、インディアナポリス・モーター・スピードウェイに乗り込み、フィリピン人として初のインディ500出場を目前にしていた。

#### 事故死
しかし、マルセロは決勝を迎えることなく、生涯に幕を下ろすこととなった。5月15日の練習走行において、マルセロのマシンは第1ターンでスピンを起こし、時速約280キロで正面からコンクリート壁に激突、第2ターンでようやく停止した。
すぐに救出されたマルセロだったが、この際にコクピットの縁にヘルメットを強打し、頭部・頚椎等に深刻な損傷を負っていた。ヘルメットのサイズが合っておらず、これが事故の際の損傷を大きくさせたともいわれている。結局、意識不明のまま当日に死亡、27歳だった。
スピンの原因は、左リアタイヤのパンクと言われている。
これを悼みトヨタ・アトランティック・シリーズには、死後その名を冠したレースが設立された。